# مطبخ مكسيكي

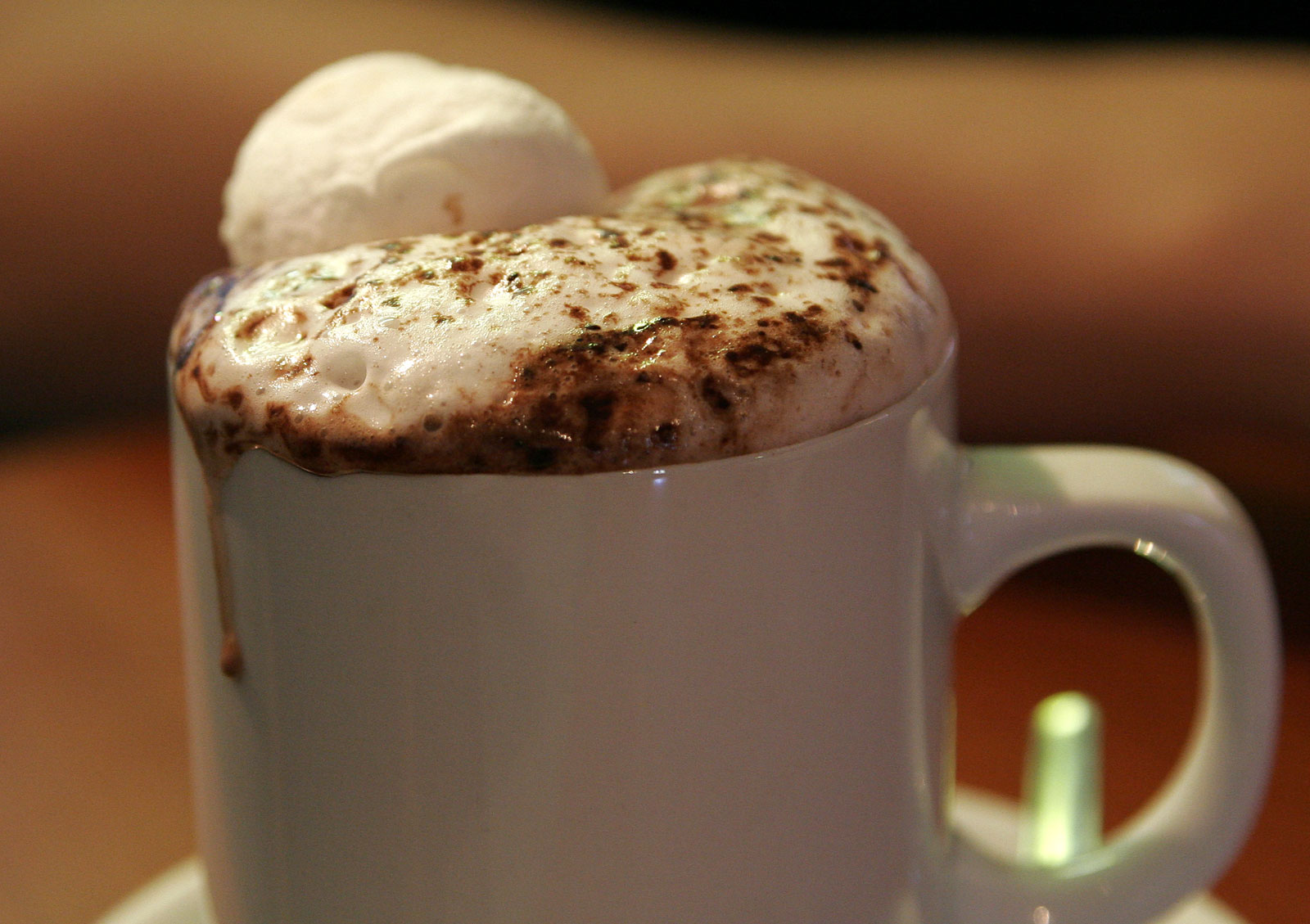
"الشوكولاتة" تعود في أصلها للمطبخ الأزتيكي ومشتقة من الناهواتل خوكولاتل.

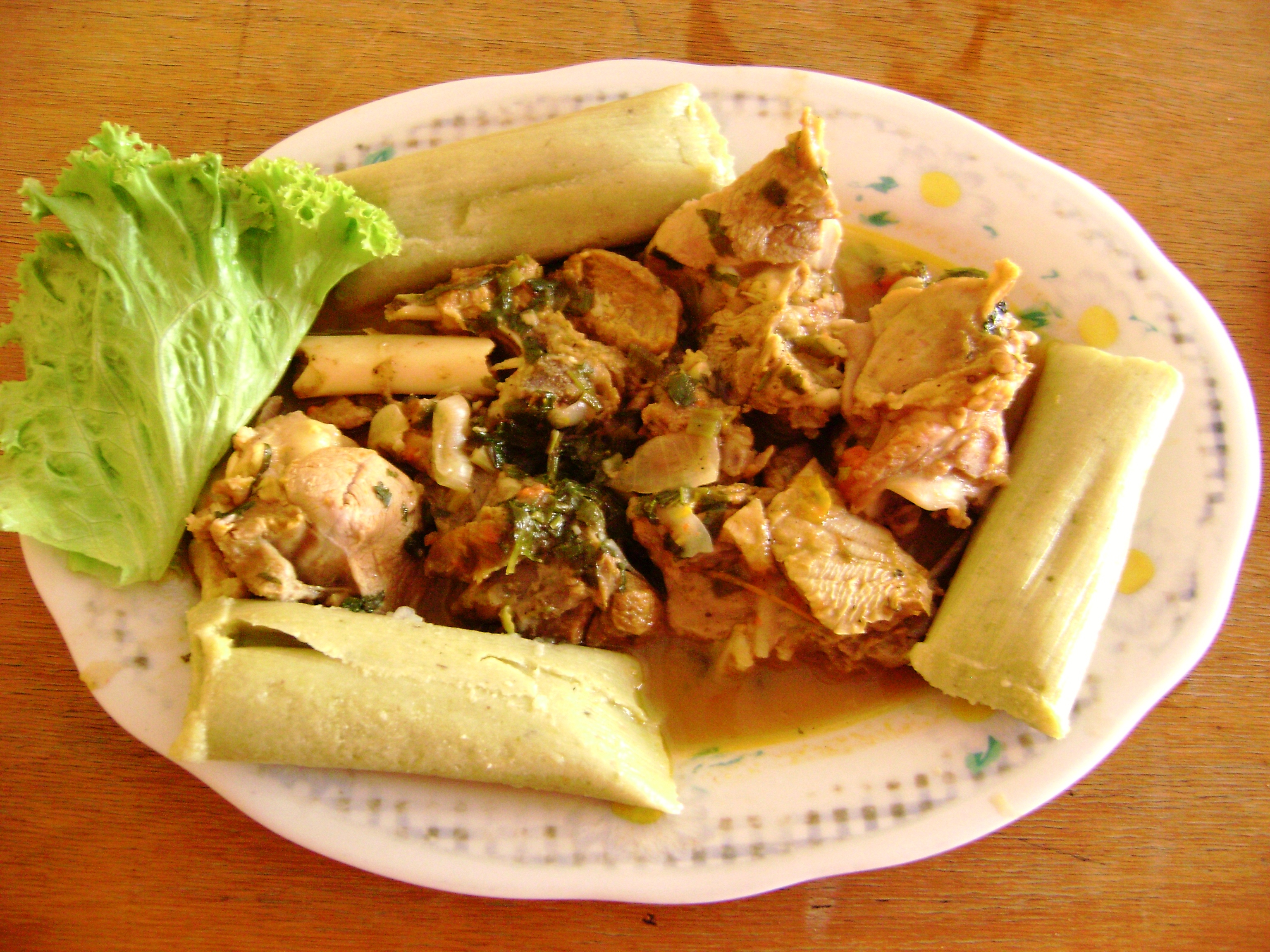
كابريتو كون تاماليس.

يشتهر المطبخ المكسيكي بنكهات مكثفة ومتنوعة وزخرفة ملونة وبتنوع توابله. يستند المطبخ المكسيكي الحالي على التقاليد ما قبل الكولومبية بما فيها تلك التي تعود إلى إمبراطورية الآزتيك والمايا بالإضافة إلى ما قدمه المستعمرون الإسبان.
دمج الغزاة في نهاية المطاف وجباتهم المستوردة من الأرز ولحم البقر والخنزير والدجاج والثوم والبصل والنبيذ مع المطبخ ما قبل وصول كولومبس بما في ذلك الذرة والطماطم والفانيليا والأفوكادو والجوافة والبابايا والأناناس والفلفل الحار والفاصوليا والكوسا والبطاطا الحلوة والفول السوداني والديك الرومي.
يختلف الطعام المكسيكي حسب المنطقة بسبب المناخ المحلي والجغرافيا والاختلافات العرقية بين السكان الأصليين وبسبب تأثر هؤلاء السكان بالإسبان بدرجات متفاوتة. يعرف شمال المكسيك بمنتجات البقر والماعز والنعام وأطباق اللحوم ولا سيما أراكيرا.
أما المطبخ في وسط المكسيك فيتكون عمومًا من تأثيرات من مختلف أنحاء البلاد ولكنه يتمتع ببعض الأصالة مثل البارباكوا والبازولي والمينودو والتاماليس والكارنيتاس.
أما المطبخ في جنوب شرق المكسيك فيشتهر بالخضار والتوابل وأطباق الدجاج. كما يتمتع بتأثيرات قادمة من البحر الكاريبي نظرًا لموقعها الجغرافي. تشيع العجول في يوكاتان. أما المطبخ البحري فيشيع في الولايات المطلة على المحيط الهادي أو في خليج المكسيك، وهذه الأخيرة لها سمعة مشهورة في أطباق السمك وبشكل خاص مثل فيراكروزانا.
في العصور الحديثة، أصبحت مأكولات أخرى من العالم تحظى بشعبية كبيرة في المكسيك وبالتالي انصهرت في المطبخ المكسيكي. مثلًا يرصد غالبًا السوشي في المكسيك مع مجموعة متنوعة من الصلصات مثل المانجو أو التمر الهندي وغالبًا جدًا مع صلصة صويا سيرانو الحارة أو تستكمل مع الخل وفلفل الهابانيرو وتشيبوتل.
أكثر الأطباق المكسيكية شهرة عالميًا الشوكولاتة والتاكو والكيسادياس والإنتشلادا والبوريتو والتاماليس والمولي وغيرها. تشمل الأطباق الإقليمية مولي بوبلانو وتشيلس إن نوغادا وتشالوباس من بويبلا؛ كابريتو وماتشاكا من مونتيري وكوتشينيتا بيبيل من يوكاتان، وتاليوداس من أواكساكا، وكذلك بارباكوا وتشيلاكيليس وميلانيساس وغيرها الكثير.

## التاريخ
بينما حاول الإسبان في البداية فرض النظام الغذائي الخاص بهم على البلاد، كان هذا غير ممكنا، وفي نهاية المطاف صارت الأطعمة وتقنيات الطبخ مختلطة، وخاصة في الأديرة في الحقبة الاستعمارية. تم إدخال التأثيرات الأفريقية والآسيوية أيضا إلى هذا الخليط أثناء هذا العصر نتيجة للعبودية والعبيد الأفارقة في إسبانيا الجديدة وجاليون مانيلا أكابولكو.